# Tombola (Mali)
Pour l'article sur la tombola, voir Loterie.
Tombola est un village du Mali, situé au sud-ouest de Bamako, dans la commune de Nouga (cercle de Kangaba, Région de Koulikoro.
Il compte actuellement environ 800 habitants[réf. nécessaire].
Sis dans une plaine inondable à trois kilomètres du Niger (fleuve), Tombola est difficilement accessible.

## Infrastructures
L'école la plus proche du village est à huit kilomètres, et il n'y a quasiment pas de dispensaire dans la région[réf. nécessaire].

## Ressources
Tombola est un village qui vit, avant tout, du produit de son agriculture.
Comme dans la plupart des régions rurales du Mali, les enfants sont peu scolarisés car ils aident leur famille dans leur travail agricole.

## Jumelages
- Vitry-sur-Seine (France), jumelage depuis 1990[1]. La commune a créé une association de soutien pour le développement économique, social et culturel de Tombola[2].